# Breakdown (película)
Breakdown es una película estadounidense de acción y misterio de 1996 dirigida por Jonathan Mostow y protagonizada por Kurt Russell, J. T. Walsh y Kathleen Quinlan. El guion fue escrito por Mostow junto al productor Sam Montgomery, basado en una idea de Mostow. La música original fue compuesta por Basil Poledouris. Fue estrenada el 2 de mayo de 1997.
El film contiene una de las mejores actuaciones del fallecido actor J. T. Walsh.

## Sinopsis
Jeff y Amy Taylor conducen un todoterreno nuevo con matrícula de Massachusetts por el desierto, con el objetivo de mudarse a San Diego, en California. Jeff y Amy se detienen para hacer una parada de descanso.
Al rato de reanudar su viaje, en medio del desierto, el coche sufre una avería y poco después aparece un amable camionero que está dispuesto a acercarles a un restaurante a pocos kilómetros. Jeff decide no dejar el coche en mitad de la carretera sin mucho tráfico, así que Amy decide irse con el camionero al restaurante para poder llamar a una grúa.
Poco después, Jeff se da cuenta de que la avería es un cable suelto, arregla el coche y se va a buscarla al restaurante de la carretera, pero descubre que nadie la vio allí.
Sospecha que no se entendieron y que fue al siguiente pueblo, conduciendo su vehículo hasta dicho lugar. Se encuentra con el conductor de camión llamado Red Barr, pero este niega reconocerlo ni a él ni a su esposa ante un agente de Policía. Desesperado, Jeff empieza a entender que está involucrado en un complot peligroso y que Amy ha sido secuestrada por el camionero con fines de chantaje.
Al ir al Restaurante Bells en el camino, un lavacoches le da algunas pistas que le indican que sus temores son fundados. El lavacoches le insinúa que vaya por una ruta y Jeff sigue el consejo, de pronto al final de la ruta, un individuo comienza a perseguirlo, ahí empieza el drama de Jeff para salvar su vida y la de su esposa.

## Reparto
| Actor            | Personaje           | Doblaje - México      |
| ---------------- | ------------------- | --------------------- |
| Kurt Russell     | Jeff Taylor         | Gerardo Reyero        |
| J. T. Walsh      | Red Barr / "Warren" | Blas García           |
| Kathleen Quinlan | Amy Taylor          | Yolanda Vidal         |
| M. C. Gainey     | Earl                | Gerardo Vásquez       |
| Jack Noseworthy  | Billy               | Emmanuel Rivas        |
| Rex Linn         | Xerife Boyd         | Roberto Alexander     |
| Ritch Brinkley   | Al                  | Esteban Siller        |
| Moira Harris     | Arleen              | Fabiola Stevenson     |
| Kim Robillard    | Carver Len          | Rebeca Rambal         |
| Thomas Kopache   | Calhoun             | Mario Filio           |
| Jack McGee       | Barman              | José Luis Reza Arenas |
| Vincent Berry    | Deke                | Eduardo Garza         |
| Helen Duffy      | Flo                 | Cristina Camargo      |